# Liste der Kulturgüter von nationaler Bedeutung im Kanton Neuenburg
Diese Liste enthält alle national bedeutenden Kulturgüter (A-Objekte, geregelt in KGSV) im Kanton Neuenburg, die in der Ausgabe 2009 des Schweizerischen Inventars der Kulturgüter von nationaler und regionaler Bedeutung vermerkt sind. Sie ist nach politischen Gemeinden sortiert; enthalten sind 90 Einzelbauten, 17 Sammlungen und 23 archäologische Fundstellen.

## Abkürzungen
- A: Archäologie
- Arch: Archiv
- B: Bibliothek
- E: Einzelobjekt
- M: Museum
- O: Mehrteiliges Objekt

## Inventar nach Gemeinde

### Boudry
| KGS-Nr. | Foto | Objektbezeichnung                       | Typ | Adresse | Koordinaten     |
| ------- | ---- | --------------------------------------- | --- | ------- | --------------- |
| 03939   |      | La Baume du Four (prähistorischer Abri) | A   |         | 552351 / 201326 |

### Cornaux
| KGS-Nr. | Foto | Objektbezeichnung                                               | Typ | Adresse   | Koordinaten     |
| ------- | ---- | --------------------------------------------------------------- | --- | --------- | --------------- |
| 09632   |      | Vieille Thielle, Ensemble von neolithisch-römischen Fundstellen | A   |           | 569001 / 209000 |
| 10462   |      | Garten des Schlosses Souaillon                                  | E   | Souaillon | 567086 / 208259 |

### Cortaillod
| KGS-Nr. | Foto | Objektbezeichnung                                                   | Typ | Adresse               | Koordinaten     |
| ------- | ---- | ------------------------------------------------------------------- | --- | --------------------- | --------------- |
| 04002   |      | La Fabrique Neuve                                                   | O   | Rue de la Fabrique 2  | 555807 / 199516 |
| 09629   |      | Le Petit Cortaillod (prähistorische Siedlung der Cortaillod-Kultur) | A   | Chemin de la Jeunesse | 555100 / 198801 |

### Cressier
| KGS-Nr. | Foto | Objektbezeichnung                                                                          | Typ | Adresse              | Koordinaten     |
| ------- | ---- | ------------------------------------------------------------------------------------------ | --- | -------------------- | --------------- |
| 04009   |      | Ehemalige Kirche Saint-Martin und Schloss Jeanjaquet                                       | O   | Route de Frochaux 27 | 568650 / 210927 |
| 09631   |      | Ensemble de la Vieille Thielle: Ensemble von jungsteinzeitlichen und römischen Fundstellen | A   |                      | 570201 / 210700 |

### La Brévine
| KGS-Nr. | Foto | Objektbezeichnung | Typ | Adresse          | Koordinaten     |
| ------- | ---- | ----------------- | --- | ---------------- | --------------- |
| 03946   |      | Doppelhaus        | E   | La Grosse Maison | 532458 / 202104 |

### La Chaux-de-Fonds
| KGS-Nr. | Foto | Objektbezeichnung                                           | Typ    | Adresse                      | Koordinaten     |
| ------- | ---- | ----------------------------------------------------------- | ------ | ---------------------------- | --------------- |
| 03951   |      | L’Ancien Manège                                             | E      | Rue du Manège 17, 19         | 553974 / 216792 |
| 03955   |      | Theater und Musiksaal                                       | O      | Avenue Léopold-Robert 27–29  | 553689 / 216931 |
| 03956   |      | Villa Anatole Schwob                                        | E      | Rue du Doubs 167             | 552813 / 216705 |
| 03957   |      | Schlachthäuser                                              | O      | Rue du Commerce 120–126      | 552640 / 215783 |
| 03960   |      | Krematorium                                                 | O      | Rue de la Charrière 106      | 554636 / 218241 |
| 03961   |      | Villa Fallet                                                | E      | Chemin de Pouillerel 1       | 552790 / 217303 |
| 03965   |      | Grande Fontaine                                             | E      | Avenue Léopold-Robert        | 553839 / 217065 |
| 03974   |      | Musée des Beaux-Arts (Gebäude)                              | E      | Rue des Musées 33            | 553755 / 216784 |
| 03978   |      | Bauernhof Brandt                                            | E      | Les Petites-Corsettes 6      | 555129 / 217365 |
| 03980   |      | Synagoge                                                    | E      | Rue du Parc 63               | 553359 / 216811 |
| 03982   |      | Villa Gallet                                                | E      | Rue David-Pierre-Bourquin 55 | 553621 / 216391 |
| 08670   |      | Musée des Beaux-Arts (Sammlung)                             | M      | Rue des Musées 33            | 553755 / 216784 |
| 08671   |      | Internationales Uhrenmuseum «l’homme et le temps»           | M      | Rue des Musées 29            | 553868 / 216771 |
| 08766   |      | Naturhistorisches Museum                                    | M      | Avenue Léopold-Robert 63     | 553429 / 216709 |
| 08845   |      | Stadtbibliothek La Chaux-de-Fonds (audiovisuelle Abteilung) | Arch B | Rue du Progrès 33            | 553518 / 217202 |
| 09338   |      | Stadtbibliothek La Chaux-de-Fonds (Sammlung)                | Arch B | Rue du Progrès 33            | 553517 / 217218 |
| 09793   |      | Loge l’Amitié                                               | E      | Rue de la Loge 8             | 553852 / 216858 |
| 09794   |      | Villa Jaquemet                                              | E      | Chemin de Pouillerel 8       | 552711 / 217307 |
| 09795   |      | Maison Blanche                                              | E      | Chemin de Pouillerel 12      | 552714 / 217436 |
| 09799   |      | Villa Stotzer                                               | E      | Chemin de Pouillerel 6       | 552671 / 217252 |
| 09802   |      | Bauernhof Les Crêtets                                       | E      | Rue des Crêtets 148          | 552509 / 215573 |
| 09803   |      | Bauernhof Haute Fie, Maison Carrée                          | E      | Le Valanvron 9               | 557163 / 221095 |
| 09804   |      | Domaine des Arbres                                          | E      | Rue Moïse-Perret-Gentil 37   | 553979 / 218099 |
| 10113   |      | Spillmann SA                                                | E      | Rue du Doubs 32              | 553605 / 217494 |
| 11623   |      | Elektrizitätswerk                                           | E      | Rue Numa-Droz 174            | 552572 / 216306 |

### La Chaux-du-Milieu
| KGS-Nr. | Foto | Objektbezeichnung         | Typ | Adresse      | Koordinaten     |
| ------- | ---- | ------------------------- | --- | ------------ | --------------- |
| 03983   |      | Bauernhof Le Grand Cachot | E   | Le Cachot 28 | 541640 / 205963 |

### La Grande Béroche
| KGS-Nr. | Foto | Objektbezeichnung                                                                       | Typ | Adresse           | Koordinaten     |
| ------- | ---- | --------------------------------------------------------------------------------------- | --- | ----------------- | --------------- |
| 04020   |      | Schloss Gorgier                                                                         | E   | Rue du Château 27 | 550268 / 195453 |
| 09626   |      | Baie de Bevaix (prähistorische Seeufersiedlung)                                         | A   |                   | 553000 / 197001 |
| 09627   |      | Treytel à Sugiez (jungsteinzeitliches Gräberfeld)                                       | A   |                   | 551800 / 197001 |
| 09639   |      | Port Conty / Tivoli (jungsteinzeitliche Seeufersiedlung)                                | A   |                   | 549000 / 193301 |
| 09640   |      | La Béroche (gallorömische Wohnstätte)                                                   | A   |                   | 548900 / 194701 |
| 09642   |      | La Redoute des Bourguignons (prähistorische Siedlung und Hügelgräber der Hallstattzeit) | A   | Route de Vernéaz  | 547000 / 192451 |
| 11790   |      | Prähistorische Seeufersiedlungen                                                        | A   |                   | 550900 / 194901 |

### La Sagne
| KGS-Nr. | Foto | Objektbezeichnung  | Typ | Adresse         | Koordinaten     |
| ------- | ---- | ------------------ | --- | --------------- | --------------- |
| 04121   |      | Reformierte Kirche | E   | Rue Neuve       | 552782 / 211383 |
| 09800   |      | Doppelhaus         | E   | Les Coeudres 39 | 550848 / 209196 |

### Laténa
| KGS-Nr. | Foto | Objektbezeichnung                                                                      | Typ    | Adresse                              | Koordinaten     |
| ------- | ---- | -------------------------------------------------------------------------------------- | ------ | ------------------------------------ | --------------- |
| 04049   |      | La Tène (Heiligtum der Latènezeit)                                                     | A      | Marin-Epagnier, Chemin de la Tène    | 568309 / 206125 |
| 04051   |      | Clinique de Préfargier                                                                 | O      | Marin-Epagnier, Préfargier 6         | 567310 / 206223 |
| 09633   |      | Les marais d’Epagnier (Ensemble von prähistorischen und mittelalterlichen Fundstellen) | A      | Marin-Epagnier, Route de Près-Menod  | 568701 / 206800 |
| 09634   |      | Les Bourguignonnes-les-Perveuils (Kulturschichten)                                     | A      | Marin-Epagnier, Chemin des Cheintres | 567701 / 207000 |
| 11608   |      | Laténium (kantonales archäologisches Museum)                                           | Arch M | Hauterive, Espace Paul Vouga         | 564442 / 206350 |

### Le Landeron
| KGS-Nr. | Foto | Objektbezeichnung                                                                          | Typ | Adresse      | Koordinaten     |
| ------- | ---- | ------------------------------------------------------------------------------------------ | --- | ------------ | --------------- |
| 04025   |      | Rathaus mit Kapelle der zehntausend Ritter                                                 | E   | Ville 35     | 571613 / 211082 |
| 04026   |      | Kapelle Sainte-Anne                                                                        | E   |              | 570419 / 212029 |
| 04028   |      | Fontaine de Saint-Maurice                                                                  | E   | Bourg sud    | 571589 / 211082 |
| 08731   |      | Museum                                                                                     | M   | Ville 35     | 571613 / 211082 |
| 09487   |      | Fontaine du Vaillant                                                                       | E   | Bourg nord   | 571571 / 211177 |
| 09630   |      | Ensemble de la Vieille Thielle: Ensemble von jungsteinzeitlichen und römischen Fundstellen | A   |              | 571401 / 210600 |
| 09796   |      | Croix du Bourg                                                                             | E   | Centre Bourg | 571575 / 211134 |

### Le Locle
| KGS-Nr. | Foto | Objektbezeichnung                      | Typ | Adresse                      | Koordinaten     |
| ------- | ---- | -------------------------------------- | --- | ---------------------------- | --------------- |
| 04035   |      | Château des Monts                      | E   | Route des Monts 65           | 547682 / 212746 |
| 04037   |      | Höhlenmühlen von Le Locle (Anlage)     | E   | Col-des-Roches 25            | 545494 / 211138 |
| 04043   |      | Rathaus                                | E   | Avenue de l’Hôtel-de-Ville 1 | 547366 / 211870 |
| 04047   |      | Villa Favre-Jacot                      | E   | La Côte-des-Billodes 6       | 546481 / 211717 |
| 08673   |      | Höhlenmühlen von Le Locle (Sammlung)   | M   | Col-des-Roches 25            | 545496 / 211126 |
| 08674   |      | Uhrenmuseum (im Château des Monts)     | M   | Route des Monts 65           | 547676 / 212738 |
| 10114   |      | Zenith SA                              | O   | Rue des Billodes 30–38       | 546956 / 211814 |
| 10493   |      | Hôtel des Postes (ehemalige Hauptpost) | E   | Rue Marie-Anne-Calame 5      | 547763 / 212248 |
| 11624   |      | Gebäude                                | E   | Rue du Crêt-Vaillant 28      | 547736 / 212313 |

### Milvignes
| KGS-Nr. | Foto | Objektbezeichnung                                 | Typ | Adresse                             | Koordinaten     |
| ------- | ---- | ------------------------------------------------- | --- | ----------------------------------- | --------------- |
| 03929   |      | Schloss Auvernier                                 | E   | Auvernier, Place des Epancheurs 4–6 | 557251 / 202784 |
| 03986   |      | Schloss Colombier                                 | E   | Colombier, Rue du Château 1         | 556204 / 201847 |
| 03987   |      | Herrenhaus Bied                                   | E   | Colombier, Allée du Bied 48         | 556941 / 200905 |
| 03988   |      | Domaine de Vaudijon                               | E   | Colombier, Chemin de Notre-Dame 30  | 555895 / 201183 |
| 03989   |      | Manoir Le Pontet                                  | E   | Colombier, Chemin du Pontet 2       | 556095 / 202000 |
| 08672   |      | Militärmuseum                                     | M   | Colombier, Rue du Château 1         | 557251 / 202784 |
| 09091   |      | Arsenal                                           | E   | Colombier, Route de l’Arsenal 2     | 556146 / 201800 |
| 09624   |      | Baie d’Auvernier (prähistorische Seeufersiedlung) | A   | Auvernier                           | 557100 / 202600 |
| 09625   |      | Baie d’Auvernier (prähistorische Seeufersiedlung) | A   | Colombier                           | 556800 / 202550 |
| 09628   |      | Römische Villa, mittelalterliche Festungsanlagen  | A   | Colombier, Rue du Château 1         | 557251 / 202784 |

### Neuchâtel
| KGS-Nr. | Foto | Objektbezeichnung                                                                            | Typ      | Adresse                    | Koordinaten     |
| ------- | ---- | -------------------------------------------------------------------------------------------- | -------- | -------------------------- | --------------- |
| 04059   |      | Schloss Neuchâtel und Staatsarchiv                                                           | Arch E   | Rue de la Collégiale 12    | 561061 / 204691 |
| 04060   |      | Kollegiatkirche Neuenburg und Kenotaph                                                       | E        | Rue de la Collégiale 5     | 561024 / 204671 |
| 04061   |      | Rathaus                                                                                      | E        | Rue de l’Hôtel-de-Ville 2  | 561363 / 204646 |
| 04062   |      | Hôtel DuPeyrou                                                                               | E        | Avenue DuPeyrou 1, 3       | 561589 / 204898 |
| 04063   |      | Maison des Halles                                                                            | E        | Rue du Trésor 4            | 561205 / 204581 |
| 04064   |      | Galeries de l’Histoire                                                                       | E        | Avenue DuPeyrou 7          | 561558 / 204914 |
| 04065   |      | Musée d’art et d’histoire de Neuchâtel (historische Abteilung)                               | Arch E M | Esplanade Léopold-Robert 1 | 561726 / 204616 |
| 04066   |      | Villa James de Pury und Annexbau mit Fresko von Hans Erni                                    | E        | Rue de Saint-Nicolas 4     | 560569 / 204539 |
| 04075   |      | Kirche Notre-Dame                                                                            | E        | Rue Éduard-Desor 1         | 562186 / 204959 |
| 04077   |      | Bannerträgerbrunnen                                                                          | E        | Rue Fleury                 | 561187 / 204634 |
| 04078   |      | Brunnen der Rue du Château                                                                   | E        | Rue du Château             | 561026 / 204613 |
| 04079   |      | Greifenbrunnen                                                                               | E        | Rue du Pommier             | 561117 / 204636 |
| 04080   |      | Brunnen des Rathausplatzes                                                                   | E        | Place de l’Hôtel de Ville  | 561414 / 204666 |
| 04081   |      | Gerechtigkeitsbrunnen                                                                        | E        | Rue de l’Hôpital           | 561246 / 204663 |
| 04082   |      | Neubourg-Brunnen                                                                             | E        | Fontaine du Neubourg       | 561256 / 204754 |
| 04083   |      | Löwenbrunnen                                                                                 | E        | Rue du Temple Neuf         | 561296 / 204580 |
| 04084   |      | Brunnen in der Rue des Moulins                                                               | E        | Passage des Boucheries     | 561186 / 204708 |
| 04088   |      | Grande Rochette                                                                              | E        | Avenue de la Gare 24       | 561619 / 205071 |
| 04089   |      | Parc de la Petite Rochette                                                                   | E        | Avenue de la Gare          | 561431 / 204930 |
| 04092   |      | Haus                                                                                         | E        | Rue du Pommier 7           | 561099 / 204603 |
| 04094   |      | Kantonales Observatorium                                                                     | E        | Rue de l’Observatoire 52   | 563059 / 205559 |
| 04108   |      | Gefängnisturm und ehemaliges Gefängnis                                                       | E        | Rue Jehanne-de-Hochberg 3  | 561000 / 204587 |
| 08675   |      | Musée d’ethnographie de Neuchâtel                                                            | M        | Rue de Saint-Nicolas 2     | 560655 / 204497 |
| 08676   |      | Naturhistorisches Museum                                                                     | E        | Rue des Terreaux 14        | 561365 / 204782 |
| 09339   |      | Lateinschule, Öffentliche Bibliothek der Universität Neuenburg, Manuskripte und Spezialfonds | Arch B E | Place Numa-Droz            | 561399 / 204472 |
| 09340   |      | Bibliothek der Pastoren von Neuchâtel                                                        | B        | Faubourg de l’Hôpital 41   | 561734 / 204986 |
| 09500   |      | Haus                                                                                         | E        | Rue du Pommier 8           | 561068 / 204615 |
| 09501   |      | Haus                                                                                         | E        | Rue du Pommier 9           | 561079 / 204588 |
| 09637   |      | Monruz (altsteinzeitliche Fundstelle)                                                        | A        |                            | 563671 / 205900 |
| 09798   |      | Abtei Fontaine-André                                                                         | E        | Chemin de l’Abbaye 51      | 563335 / 206687 |
| 10116   |      | Stadtbefestigung                                                                             | O        |                            | 561201 / 204650 |
| 10118   |      | Hauptpost                                                                                    | E        | Place Numa-Droz 2          | 561465 / 204553 |

### Rochefort
| KGS-Nr. | Foto | Objektbezeichnung                       | Typ | Adresse | Koordinaten     |
| ------- | ---- | --------------------------------------- | --- | ------- | --------------- |
| 04119   |      | Cotencher (altsteinzeitliche Wohnhöhle) | A   |         | 551586 / 201601 |

### Valangin
| KGS-Nr. | Foto | Objektbezeichnung                   | Typ | Adresse                | Koordinaten     |
| ------- | ---- | ----------------------------------- | --- | ---------------------- | --------------- |
| 04139   |      | Schloss Valangin mit Festungsanlage | E   | Chemin de Ronde        | 559559 / 207198 |
| 04142   |      | Stiftskirche                        | E   | Place de la Collégiale | 559581 / 207373 |

### Val-de-Ruz
| KGS-Nr. | Foto | Objektbezeichnung                 | Typ | Adresse                        | Koordinaten     |
| ------- | ---- | --------------------------------- | --- | ------------------------------ | --------------- |
| 03985   |      | Bauernhaus                        | E   | Coffrane, Rue Jean-Labran 4    | 560702 / 212814 |
| 04013   |      | La Bonneville (abgegangene Stadt) | A   | Engollon                       | 560251 / 209400 |
| 04014   |      | Kirche Engollon                   | E   | Engollon, Rue de l’Église      | 560693 / 209801 |
| 04017   |      | Moulin de Bayerel                 | E   | Saules, Route de Bayerel       | 561333 / 210031 |
| 10109   |      | Bauernhaus                        | E   | Coffrane, Rue Jean-Labran 6    | 560649 / 212814 |
| 10110   |      | Bauernhof Les Planches            | E   | Dombresson, Les Planches 52–56 | 563913 / 215104 |

### Val-de-Travers
| KGS-Nr. | Foto | Objektbezeichnung                              | Typ | Adresse                     | Koordinaten     |
| ------- | ---- | ---------------------------------------------- | --- | --------------------------- | --------------- |
| 04052   |      | Hôtel des Six-Communes                         | E   | Môtiers, Rue Centrale 1     | 536963 / 195906 |
| 04054   |      | Château d’Ivernois, Maison Boy de la Tour      | O   | Môtiers, Grande Rue 7       | 537017 / 195817 |
| 04055   |      | Priorat Saint-Pierre, mittelalterliche Kirchen | O   | Môtiers, Rue Centrale 7     | 537030 / 195943 |
| 04056   |      | Reformierte Kirche                             | E   | Môtiers, Ruelle du Temple   | 537011 / 195971 |
| 04136   |      | Brücke über die Areuse                         | E   | Travers, Rue du Pont        | 541676 / 198870 |
| 09638   |      | Mittelalterliche Kirchen (Priorat)             | A   | Môtiers, Rue Centrale 7     | 537030 / 195943 |
| 09791   |      | Maison des Chats, Maison Petitpierre           | E   | Boveresse, Rue du Quarre 10 | 536073 / 196481 |
| 09792   |      | Absinth-Lagerhaus                              | E   | Boveresse, Route de Môtiers | 536251 / 196546 |
| 10108   |      | Bauernhaus Nr. 1201                            | E   | Boveresse, Monlési          | 535451 / 197727 |